# Mahmoud Ahmadinejad
|  | Spekulativ artikel Bemærk at denne artikel er præget af spekulationer og bør omskrives, så fakta er understøttet af verificerbare kilder. |

Mahmoud Ahmadinejad (محمود احمدینژاد), født den. 28. oktober 1956, er tidligere præsident i Iran, hvor han fungerede som landets 6. præsident i perioden fra den 3. august 2005 til 2013. Hans efternavn staves også Ahmadinezhad.
Ahmadinejad var borgmester i Teheran (hovedstaden i Iran) fra den 3. maj 2003 til den 28. juni 2005. Før sin politiske karriere var Ahmadinejad bygningsingeniør og professor ved Iran University of Science and Technology.
Ahmadinejad betragtes generelt som religiøs konservativ og efter nogens mening, populistiske holdninger.

## Præsidentvalgkampen
Ahmadinejad blev valgt som Irans præsident den 24. juni 2005 efter anden runde af præsidentvalget, hvor han slog den tidligere præsident Akbar Hashemi Rafsanjani. Ahmadinejad vandt med 61,69 % af stemmerne. Ved valget deltog 59,6 % af Irans ca. 28 millioner stemmeberettigede. Ahmadinejad blev indsat som præsident den 3. august 2005.
Ahmadinejad førte valgkamp under sloganet ”det er muligt, og vi kan gøre det” (میشود و میتوانیم). Hans valgkamp var især rettet mod de religiøse konservative og de lavere samfundsklasser. Ahmadinejad havde blandt andet lovet, at indtægterne fra Irans olierigdomme ville komme de fattige til gode.
I valgkampen var Ahmadinejad den eneste, der talte imod at forbedre relationerne til USA.

## Kontroverser
Ahmadinejad skabte international forargelse, da han i oktober 2005 blev citeret for at ville ”fjerne Israel fra verdenskortet”. Det er siden påstået, at udtalelsen skulle hentyde til en fjernelse af Israels regering og ikke landet som helhed.
Senere udtalelser:
- Den 8. december 2005 vakte Ahmadinejad igen opsigt: I et interview med den arabisksprogede satellitkanal al-Alam udtalte han:

”Nu, når I mener, at jøderne blev undertrykt, hvorfor skal de palæstinensiske muslimer så betale for det? I undertrykte dem, så giv en del af Europa til det zionistiske regime, så de kan etablere en regering. Det vil vi støtte ... Så Tyskland og Østrig, giv nu en, to eller tre af jeres provinser til det zionistiske regime, så de kan skabe et land dér, som hele Europa vil støtte, og problemet vil blive løst ved roden ... Hvorfor insisterer de på at skabe en tumor hos andre magter, så der altid vil være konflikt?’"
- På nationalt tv i forbindelse med et topmøde om krigen i Libanon i 2006 udtalte han at "løsningen på krisen i Mellemøsten, er at ødelægge Israel."[1].
- I en offentlig tale i 2007 sagde han "Israel er et symbol på Satan, og landet vil snart blive opløst"[2]
- Ved en demonstration i byen Isfahan i 2007 sagde han: "Hvis Israel angriber Libanon til sommer vil jeres naboer i Mellemøsten flå Israels rødder op af jorden"[3].
- På et FN topmøde angående fødevarekrisen i 2008 kaldte han Israel for et "kunstigt regime."[4][5]
- Han har endvidere i 2009 sagt, at holocaust er opspind,[6] og at der ikke findes homoseksuelle i Iran.[7]

## Fjern Israel fra landkortet
Mahmoud Ahmadinejad er blevet citeret for at have sagt, at "Israel skulle fjernes fra landkortet" i en tale holdt som Irans præsident på konferencen "Verden uden zionisme" den 26. oktober 2005.

### Baggrund
Den iranske statskontrollerede iranske nyhedsbureau (IRIB|Islamic Republic of Iran Broadcasting) udsendte den 26. oktober 2005 en nyhedshistorie om Ahmadinejads tale til konferencen: Verden uden Zionisme afholdt i Asien. Nyhedshistorien på den engelsksprogede afdeling af det iranske statsnyhedsbureau havde overskriften Ahmadinejad: Israel must be wiped off the map. (Ahmadinejad: Israel skal slettes fra landkortet). Nyhedshistorien blev reporteret videre af vestlige nyhedsbureauer og medførte hurtige overskrifter verden over. Den 30. oktober udgav den amerikanske avis The New York Times en fuld gengivelse af talen, hvori det blandt andet fremgik at Ahmadinejad havde talt:
Vor kære imam (en reference til Ruhollah Khomeini) sagde at besættelsesregimet skal slettes fra landkortet, og dette var et meget klog udsagn. Vi kan ikke gå på kompromis med hensyn til palæstinenserne. Det er muligt at skabe en ny front i hjertet af en gammel front. Dette ville være et nederlag og enhver der accepterer legitimiteten af dette regime har rent faktisk, underskrevet den islamiske verdens nederlag. Vores kære imam rettede sig mod hjertet i verdensundertrykkeren i hans kamp, altså besættelsesregimet. Jeg tvivler ikke på at denne nye bølge der er startet i Palæstina, og som vi har set også i den islamiske verden, vil udslette denne afskyelige plet fra den islamiske verden.
Our dear Imam (referring to Ayatollah Khomeini) said that the occupying regime must be wiped off the map and this was a very wise statement. We cannot compromise over the issue of Palestine. Is it possible to create a new front in the heart of an old front. This would be a defeat and whoever accepts the legitimacy of this regime has in fact, signed the defeat of the Islamic world. Our dear Imam targeted the heart of the world oppressor in his struggle, meaning the occupying regime. I have no doubt that the new wave that has started in Palestine, and we witness it in the Islamic world too, will eliminate this disgraceful stain from the Islamic world.

### Internationale reaktioner
Udtalelserne blev mødt med udbredte internationale fordømmelser. Den amerikanske præsident George W. Bush sagde, at kommentarerne repræsenterede en "specifik trussel" om at ødelægge Israel. I marts 2006 sagde han i en tale i Cleveland, at USA ville gå i krig for at beskytte Israel fra Iran, fordi "truslen fra Iran er, selvfølgelig, deres trussel om at ødelægge vores stærke allierede Israel. Tidligere rådgiver for præsidenten Richard Clarke sagde til australsk TV, at Iran "taler åbent om at ødelægge Israel" og insisterede på at "Irans præsident har gentagne gange sagt, at han ønsker at fjerne Israel fra jordens overflade".

### Oversættelse
Mange internationale medier bragte en oversættelse af talen efter den det statsejede iranske nyhedsbureau havde bragt og reporterede at Ahmadinejad havde opfordret til " at fjerne Israel fra landkortet". Men professor Juan Cole fra University of Michigan har indvendt at Mahmoud Ahmadinejad var blevet fejloversat og hvad han i virkelighed sagde, var mere i retning af, at det Israelske regime skulle fjernes, og altså ikke nødvendigvis hele den israelske stat. Hans indvendinger går bl.a. på at analogien "slette fra kortet" som et billede på udslettelse, slet ikke findes på persisk. Præsidenten sagde følgende::
Farsi: ‘‘بايد از صفحه روزگار محو شود’‘

Translitteration:"Imam ghoft een rezhim-e ishghalgar-e qods bayad az safheh-ye ruzgar mahv shavad."

Ifølge Juan Cole er den korrekte oversættelse af dette: 

Engelsk oversættelse: "The Imam said this regime occupying Jerusalem must vanish from the page of time".

Ord for ord engelsk oversættelse: Imam (Khomeini)’‘ ghoft ‘‘(said)’‘ een ‘‘(this)’‘ rezhim-e ‘‘(regime)’‘ ishghalgar-e ‘‘(occupying)’‘ qods ‘‘(Jerusalem)’‘ bayad ‘‘(must)’‘ az safheh-ye ruzgar ‘‘(from page of time)’‘ mahv shavad ‘‘(vanish from).
Dansk oversættelse:’‘ "Imamen sagde at regimet som holder Jerusalem besat må forsvinde fra tidens blad"‘‘
En analyse af kontroversen i The New York Times af avisens udenrigsredaktør Ethan Bronner, kom dog til den konklusion at Ahmadinejad rigtignok havde sagt at Israel skulle slettes fra kortet (udslettes). Efter første at have analyseret Coles argumenter konkluderede Bronner at:
"oversættere i Teheran som arbejder for præsidentens kontor var uenige med ham (Cole). Alle de officielle oversættelser af Ahmadinejads tale, inklusiv en beskrivelse på hans egen hjemmeside, referere til at udslette Israel." og videre "det er svært at argumentere for at Ahmadinejad ikke kom med en trussel. Om end det er sandt at han ikke specifikt truede med krig mod Israel. Så opfordrede Irans præsident til at Israel skulle "udslettes fra kortet"? Det ser sandelig sådan ud. Er dette de samme som en opfordring til krig? Dette er åbent spørgsmål.".